# Капчагайське водосховище
43°49′00″ пн. ш. 77°29′00″ сх. д. / 43.816666666667° пн. ш. 77.483333333333° сх. д.
Капчага́йське водосхо́вище — одне з найбільших в Казахстані, утворене в 1970 року шляхом перекриття річки Ілі у вузькій Капчагайській ущелині. Водосховище є місцем відпочинку й риболовлі жителів прилеглих міст. На березі водоймища — місто Капчагай.
У вивчення екологічних проблем, що постали в зв'язку із створенням водосховища, вагомий внесок зробив П.І. Мариковський. 

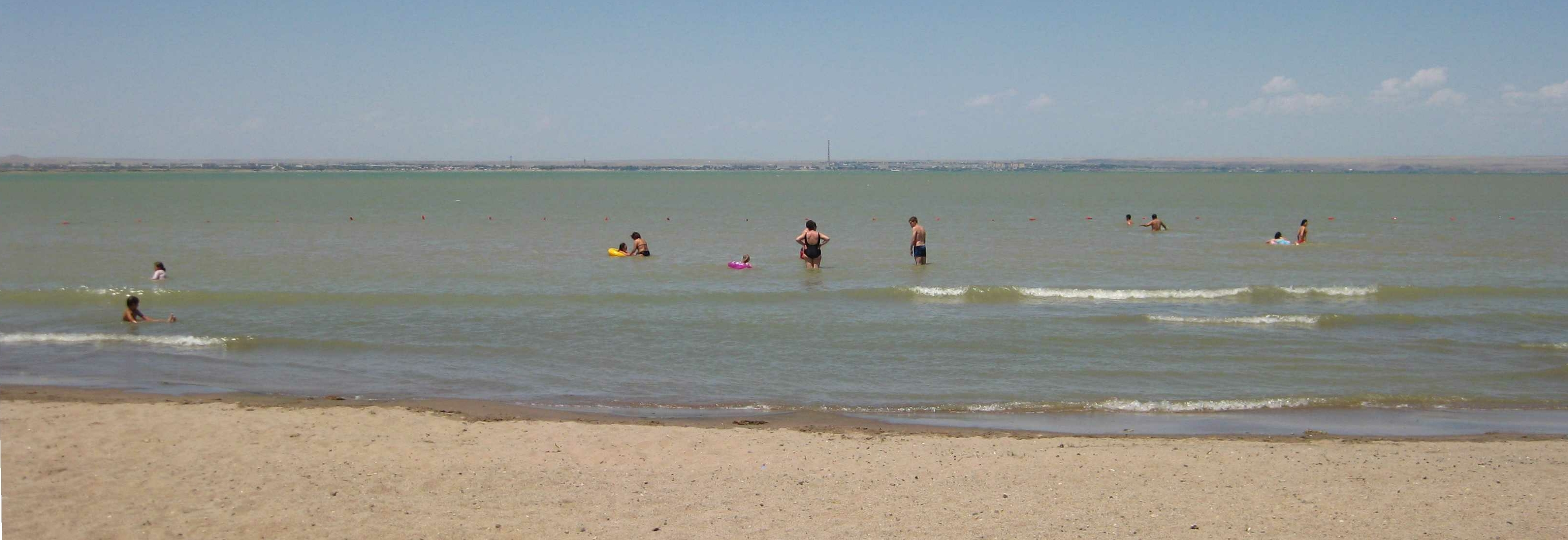

| Казахстан | Це незавершена стаття з географії Казахстану. Ви можете допомогти проєкту, виправивши або дописавши її. |